# Armée de l'air serbe
 (août 2024).
Si vous disposez d'ouvrages ou d'articles de référence ou si vous connaissez des sites web de qualité traitant du thème abordé ici, merci de compléter l'article en donnant les références utiles à sa vérifiabilité et en les liant à la section « Notes et références ».
La Force aérienne et défense aérienne des forces armées serbes (en serbe Ваздухопловство и противваздушна одбрана ou Vazduhoplovstvo i protivvazdušna odbrana) a été créée en 1912 et dissoute en 1918 lorsque la Serbie a adhéré à la Yougoslavie. Elle a été reconstituée sous cette dénomination en 2006, après la fin de la Yougoslavie. Elle est divisées en bases aériennes, unités de missiles, unités de communication, de reconnaissance électronique et d'unités d'ingénierie. L'inventaire comprend des chasseurs, des bombardiers, des avions de transport, de reconnaissance et d'entraînement mais également des hélicoptères de combat, de transport et de reconnaissance.

## Organisation
Elle se caractérise par la capacité d'influencer de manière décisive le cours d'un conflit armé grâce à l'application efficace et flexible de la puissance aérienne, principalement en raison de son effet destructeur sur la capacité et la volonté de l'ennemi de mener des opérations. En épuisant les ressources de l'ennemi et en diminuant son potentiel, la défense aérienne et la défense aérienne augmentent le coût du conflit et représentent ainsi un puissant moyen de dissuasion.
À Belgrade, le commandant de l'armée de l'air et de la défense aérienne est le général de division Brane Krnjajić. On peut donc y retrouver les : 
- 126e brigade d'observation et de guidage aériens.
- Compagnies de commandement.
- 31e et 20e bataillon „Војин" (Vojin).

Bataillons de maintenance et de ravitaillement technique et technique aéronautique.
 La 204e brigade aérienne basé à Batajnica est une  unité interarmées d'aviation tactique dont la structure organisationnelle de base se compose d'unités modulaires de rang d’escadrons, de bataillons et de divisions sous le commandant du général de brigade Milan Elenkov, elle comporte donc les :
- 101e escadron de chasse aérienne „Витези" (Vitezi) qui pilote des Mig29 et des Super Galeb G4.
- 252e escadron école d'entraînement aérien „Курјаци са Ушћа" (Kurjaci sa Ušća) qui pilote des Utva 75.
- 138e escadron de transport aérien (SRB) qui pilote des Casa C295 pour le transport et un An26 pour des missions de reconnaissance.

- 890e escadron mixte d'hélicoptères „Пегази" (Pegazi) qui pilote des hélicoptères Gazelles, des Mi-8 et des Mi-17.

- La 98e brigade d'aviation basé à Kraljevo-Morava est destinée à l'appui-feu des forces terrestres et spéciales, au transport aérien, à la reconnaissance aérienne, ainsi qu'au soutien de combat et logistique de ses propres unités d'aviation et de celles qui lui sont rattachées, sous le commandement du colonel Dragan Mrdak, elle comporte donc les :

- 241e escadron de chasse aérienne „Тигрови" (Tigrovi) qui pilote des J22 Orao.
- 714e escadron d'hélicoptères antichars „Сенке" (Senke) qui pilote des H145M et des Mi-35.
- 119e escadron mixte d'hélicoptères „Змајеви" (Zmajevi) qui pilote des H145M, des Mi-17 et des Mi-35.
- 161e bataillon de sécurité des bases
- 98e bataillon de sécurité des bases
- 98e section d'artillerie et de missiles antiaérien

 La 98e brigade d'aviation basé à Niš à également une unité aérienne représenté à l'aéroport de Kraljevo Morava. Aussi dirigé par le colonel Dragan Mrdak, elle comporte donc les :
- 241e escadron de chasse aérienne „Тигрови" (Tigrovi) qui pilote des J22 Orao.
- 714e escadron d'hélicoptères anti-blindés qui pilote des Gazelles et de Mi35M.

## Appareils
La Force aérienne serbe possède 14 MiG-29 en version SM et 5 MiG-29UB pour l'entrainement, 17 Soko J-22 Orao en version active, 13 sont utilisés pour l'entrainement, 20 Soko G-4 Super Galeb. Pour les hélicoptères, elle utilise 21 Soko Gazelle, 15 H145, 19 Mi-35Marrivés depuis Chypre sont en cours de modernisation,11 Mil Mi-17. Dans le transport aérien, elle utilise 2 Casa C295 et 1 AN26 pour la reconnaissance aérienne mais elle reste toutefois intéressée par les A400M. D’après les dernières informations datant provenant de TangoSix, du 13 mars 2025, la Serbie est proche d’un contrat avec Airbus pour l’acquisition de A400M après l’Arabie Saoudite pour remplacer ses vieux avions et ils seront munis d’une perche de ravitaillement pour ses Rafales.

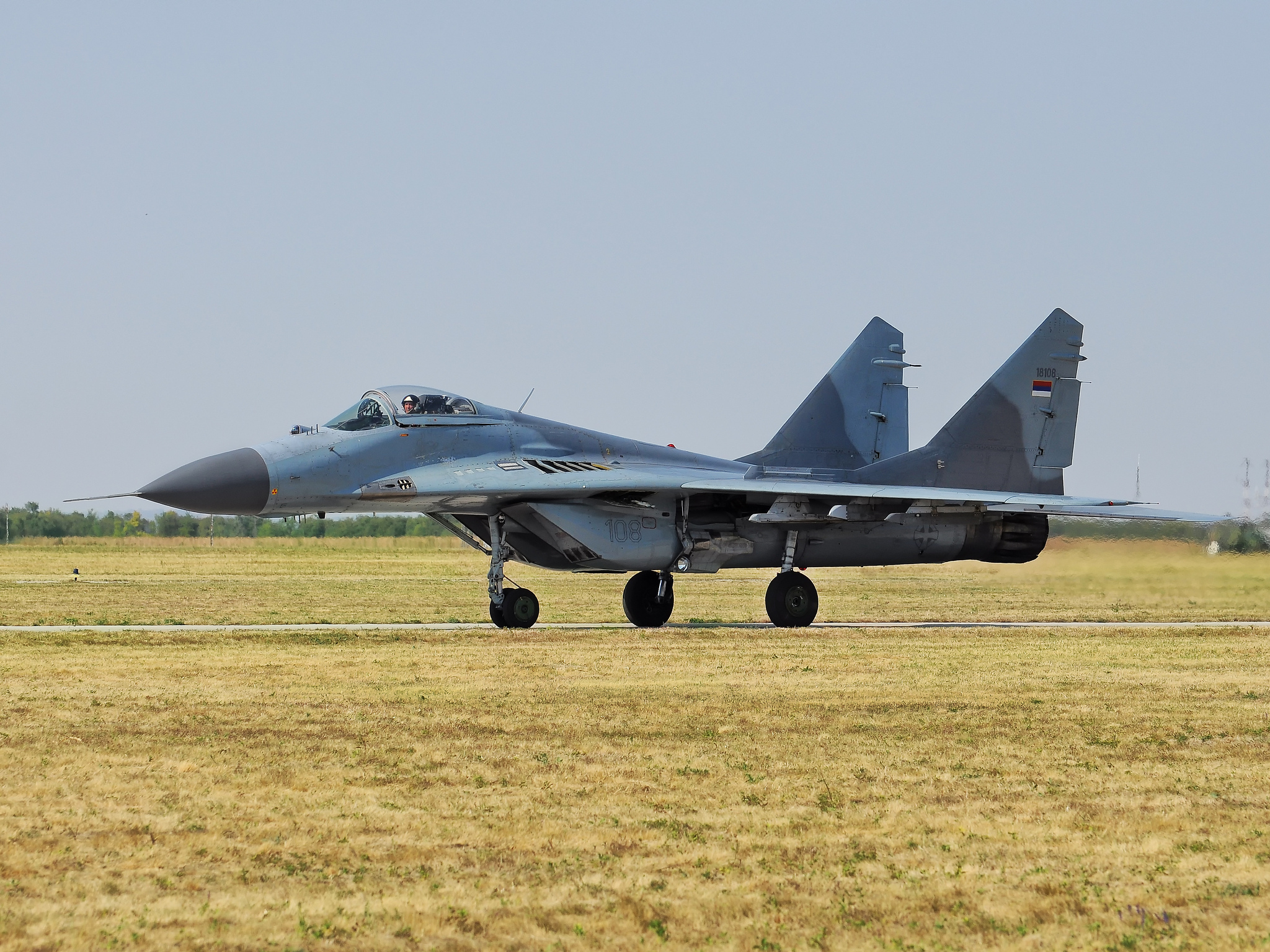
MiG-29B des forces aériennes serbes.

Le 23 novembre 2023, le président de la république de Serbie, Aleksandar Vučić, a officiellement annoncé que la Serbie a reçu et modernisera les hélicoptères MI-35 chypriotes sur une période de deux ans pour les forces armées serbes.
Le 29 août 2024, la France et la Serbie, en présence des deux présidents, ont conclu un accord historique avec un achat de 12 avions Rafales pour un coût de 2,7 milliards d’euros. D'après le général Žarković, les travaux de modernisation et de construction des installations de la base aérienne de Batajnica sont déjà en cours. "L'état actuel des installations existantes a été analysé et il est prévu de reconstruire celles existantes et de construire de nouvelles capacités d'hébergement, de stockage et de maintenance des avions. Il est également prévu d'équiper des espaces pour les simulateurs et les zones de manœuvre".

Cependant, la Serbie pourrait acquérir les Mirage 2000 de l’armée de l’air Grecque en plus des Rafale annoncés.

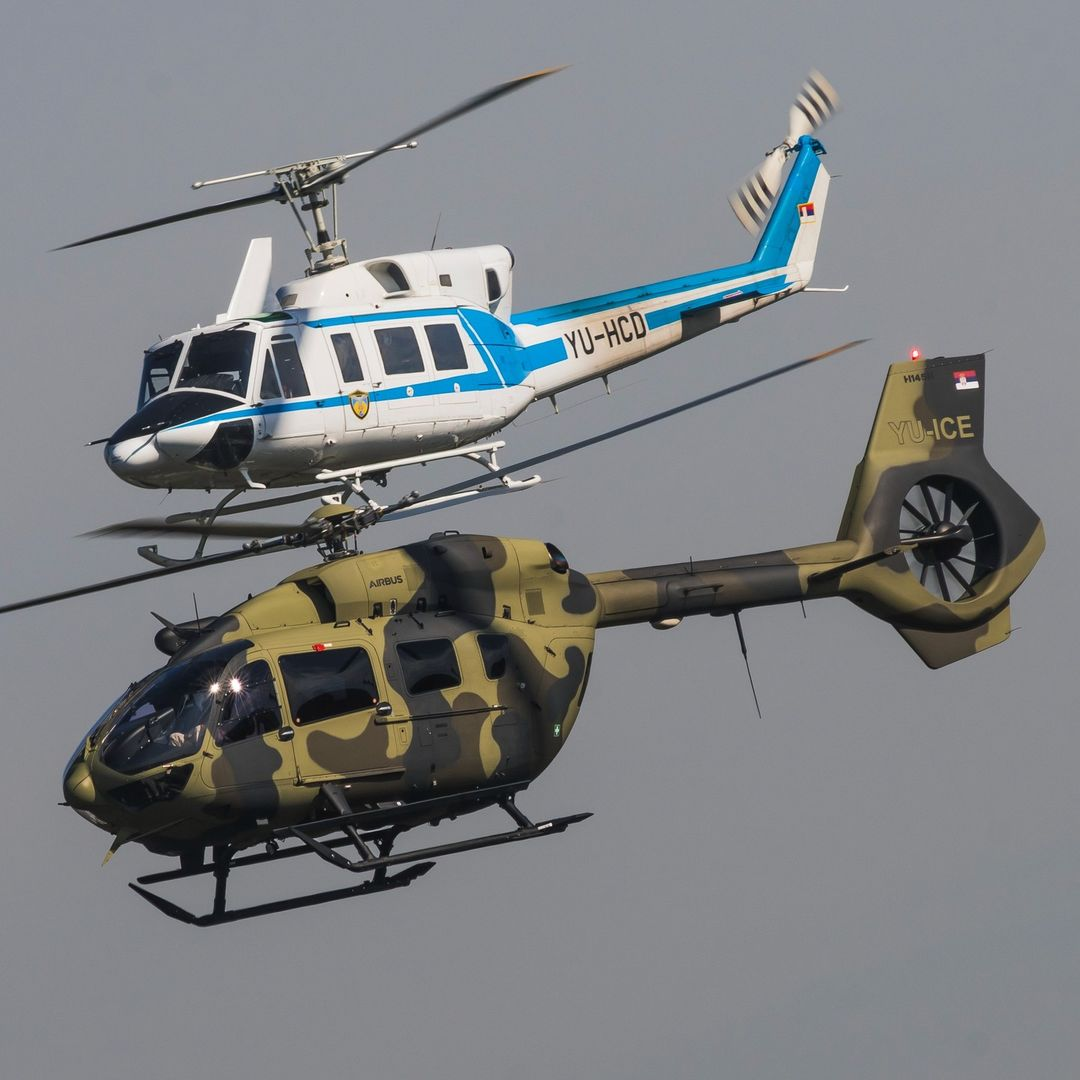
Un H145M et AS212 de l’armée serbe, 2023.

Concernant les hélicoptères, 25 ont été acquis au cours de la période 2016-2024, 19 nouvellement fabriqués et 6 d'occasion. Il reste encore 5 nouveaux H145M à livrer cette année et 5 autres hélicoptères d'occasion Mi-35P devraient être mis en service.
Le pays cherchant à se réarmer, il produit davantage de drones et en a déjà achetés à Israël, la Russie, et la Chine. En plus, le pays devrait prochainement annoncer un achat d'hélicoptères H125M et de A400M pour les transports d'armes à l'étranger telles que l'Éthiopie ou l'Israël.

Inventaire
Les appareils en service en 2025 sont les suivants: 
| Nom                      | Origine          | Type                                                                             | Quantité        | Remarques | Photos          |
| Avion de chasse          | Avion de chasse  | Avion de chasse                                                                  | Avion de chasse | Avion de chasse | Avion de chasse |
| ------------------------ | ---------------- | -------------------------------------------------------------------------------- | --------------- | --- | --------------- |
| Mikoyan-Gurevitch MiG-29 | Russie           | Avion multirôle                                                                  | 14              | Tous les Mig29 sont en cours de modernisation, utilisés par 101e escadron de chasse aérienne „Витези" (Vitezi) basé à Batajnica. Les Mig29 seront utilisés jusqu'à l'arrivée des Rafales en 2028 sur la même base aérienne. |                 |
| Soko J-22 Orao           | Yougoslavie      | Bombardier                                                                       | 17              | Tous les J-22 sont utilisés par la 241e escadron de chasse aérienne „Тигрови" (Tigrovi) basé à Kraljevo-Morava. Certains appareils sont basés à Batajnica.                                                                  |                 |
| Avion de transport       |                  |                                                                                  |                 | |                 |
| Airbus C295              | Espagne          | Avion de transport tactique, avion de transport administratif.                   | 2               | 2 avions ont été acquis en 2023 en remplacement de l'AN-26. |                 |
| Airbus A400M             | Espagne          | Avion de transport destiné à des missions de transport stratégiques et tactiques |                 | A400M Atlas. |                 |
| Avion d'entraînement     |                  |                                                                                  |                 | |                 |
| Soko G-4 Super Galeb     | Yougoslavie      | Avion d'entraînement et d'attaque au sol                                         | 19              | La modernisation des 19 avions vers le nouveau G-4MD a été annoncée. |                 |
| Lasta 95 (en)            | Serbie           | Avion d’entraînement intermédiaire                                               | 16              | Les 16 avions sont en service. |                 |
| Lola Utva 75             | Serbie           | Avion d’entraînement intermédiaire                                               | 4               | Il y a 4 autres avions en service. |                 |
| Hélicoptère              |                  |                                                                                  |                 | |                 |
| Gazelle 341/42           | France           | Hélicoptère de reconnaissance et de combat                                       | 41              | SA-341M et SA-342P. |                 |
| Airbus H125M             | France           | Hélicoptère de transport léger et de reconnaissance                              |                 | H125M |                 |
| Mil Mi-17                | Russie           | Hélicoptère de transport                                                         | 6               | Mi-17T et Mi-17V5. |                 |
| Mil Mi-35                | Russie           | Hélicoptère de transport et de combat                                            | 17              | Mi-35M et Mi-35P |                 |
| Airbus H145M             | Union européenne | Hélicoptère utilitaire léger                                                     | 15              | 6 commandés le 29 décembre 2016, un transféré finalement à la police. Perçus entre 2018 et 2021. 11 autres commandés en octobre 2021.                                                                                       |                 |

### Défense antiaérienne

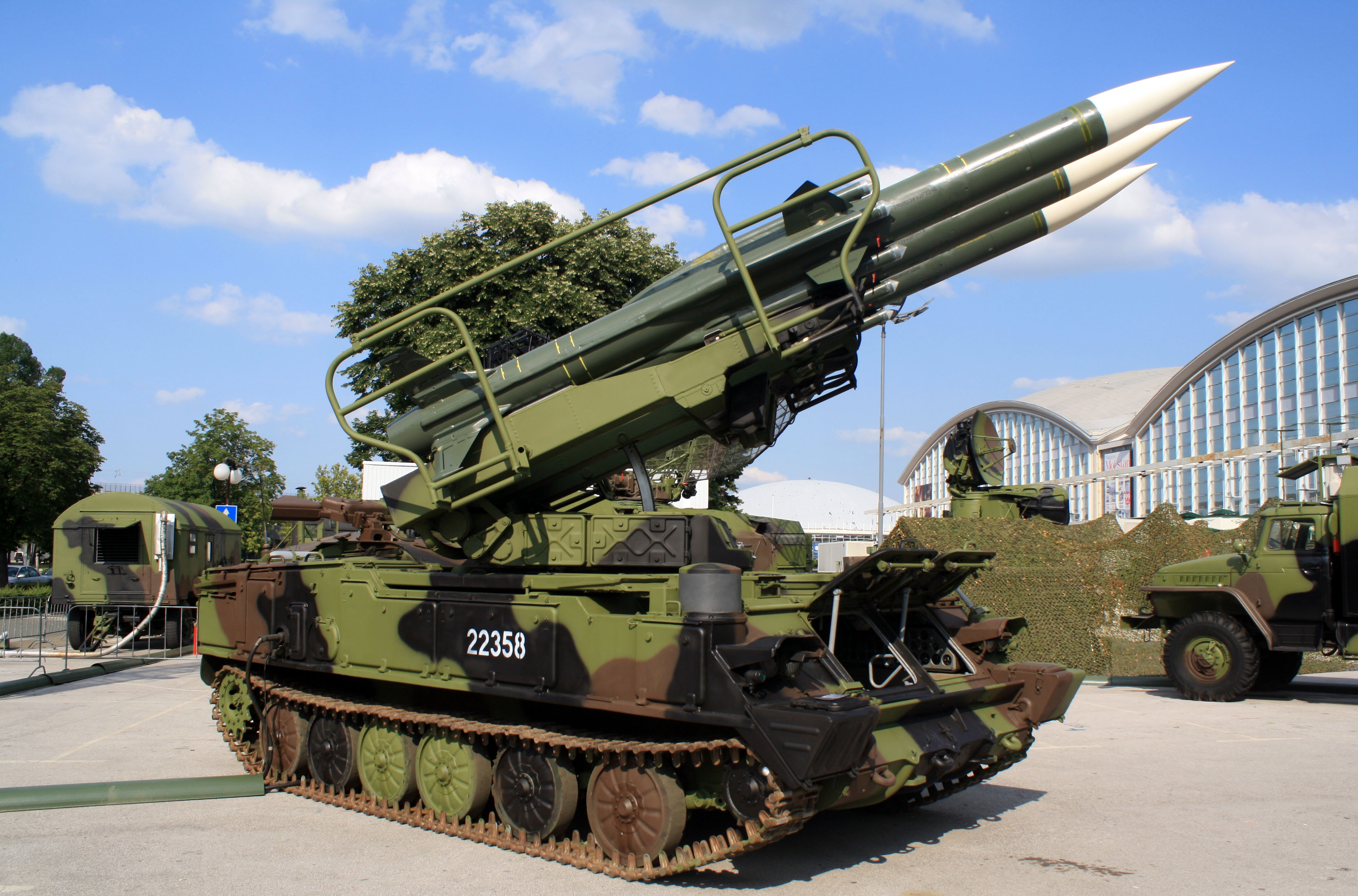
Un tracteur-érecteur-lanceur 2K12 Kub de la de défense antiaérienne serbe.

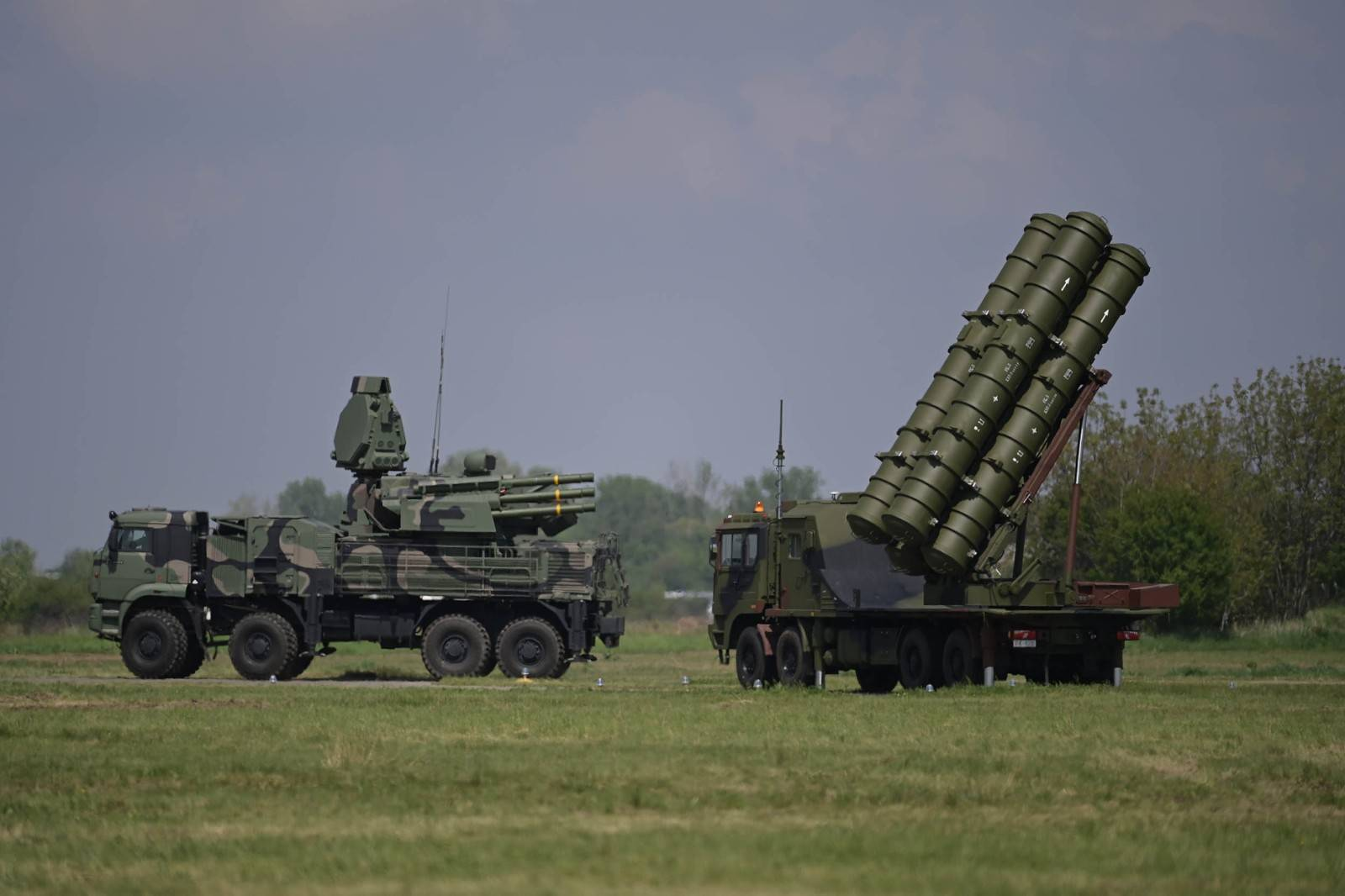
Pantsir-S1 et HQ-22 serbe.

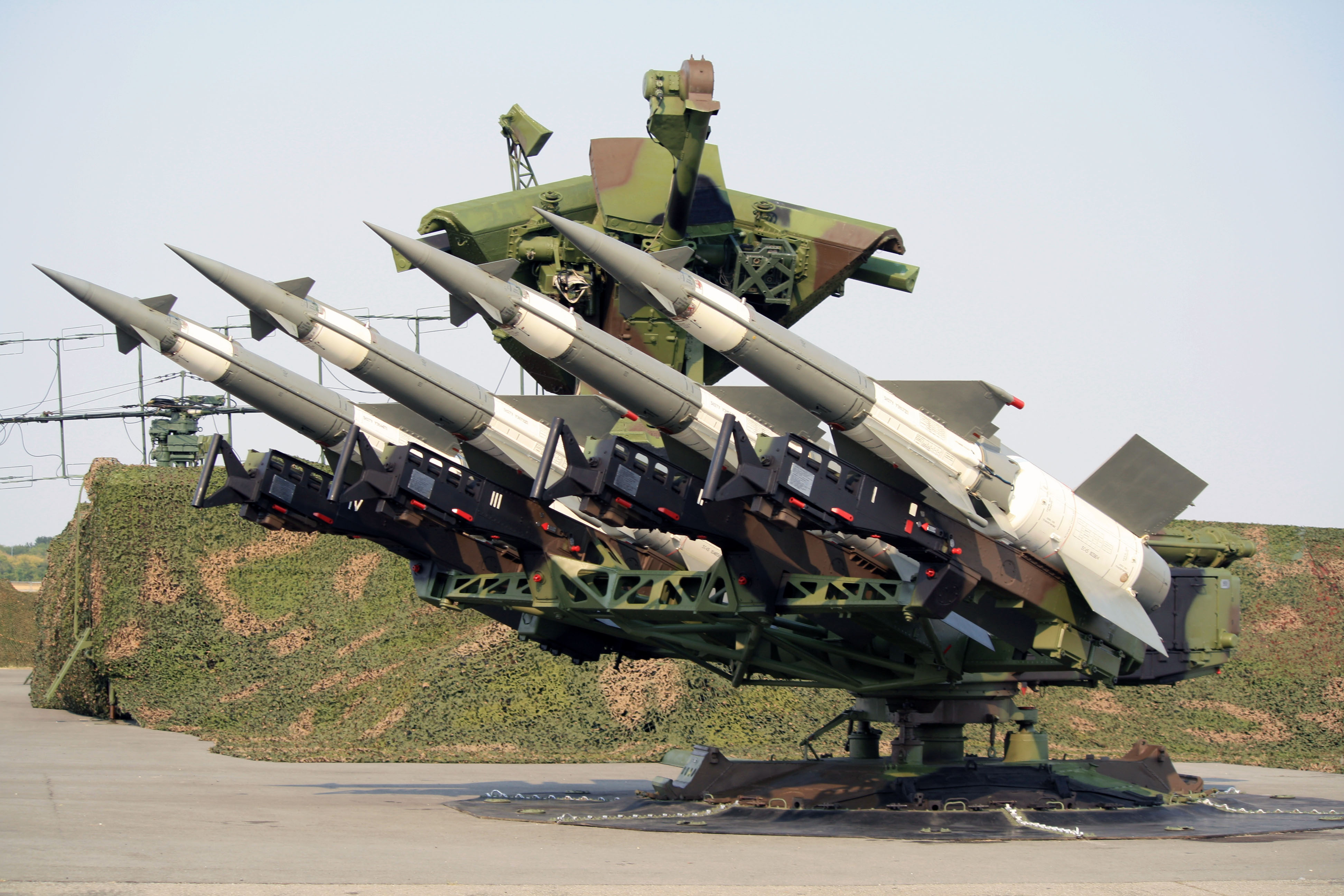
S-125 de l'armée serbe

| S-125 Neva/Pechora | Union soviétique          | système missiles sol-air                   | 2 batteries                  | 6 lanceurs |                                                                         |
| 2K12 Kub           | Union soviétique          | système missiles sol-air                   | 3 batteries                  | 9 lanceurs | système automoteur de missile sol-air moyenne portée                    |
| Pantsir-S1         | Russie                    | Système de défense antiaérienne rapprochée |                              | 6          | système automoteur de missile sol-air courte portée et canon antiaérien |
| HQ-22              | Chine                     | Missile surface-air longue portée          |                              | 4          | Comparable au S-300                                                     |
| Bofors 40 mm       | Suède                     | Canon                                      | 1 batterie par base aérienne | 24         |                                                                         |
| 9K32 Strela-2      | Union soviétique - Russie | MANPADS                                    | N/C                          | N/C        |                                                                         |
| 9K38 Igla          | Union soviétique - Russie | MANPADS                                    | N/C                          | N/C        |                                                                         |